# Bill Walsh (football américain)
Pour les articles homonymes, voir Bill Walsh (homonymie) et Walsh.
Pro Football Hall of Fame 1993
William Ernest « Bill » Walsh, surnommé The Genius (« Le Génie »), né le 30 novembre 1931 et mort le 30 juillet 2007, est un entraîneur américain de football américain.

## Biographie
Il est notamment l'entraîneur en chef des 49ers de San Francisco (1979–1988) et de l'université Stanford (1977–1978, 1992–1994) et popularisa ce qu'on appelle la West Coast offense, un système de jeu axé, entre autres, sur la passe.
Avec les 49ers, il eut une fiche de 102-63-1 et gagna en tout six titres de division, trois titres de champion de la NFC, ainsi que trois Super Bowl. Il a été nommé « entraîneur de l'année » en 1981 et en 1984.